# John C. Brophy
John Charles Brophy (* 8. Oktober 1901 in Eagle, Walworth County, Wisconsin; † 26. Dezember 1976 in Milwaukee, Wisconsin) war ein US-amerikanischer Politiker. Zwischen 1947 und 1949 vertrat er den Bundesstaat Wisconsin im US-Repräsentantenhaus.

## Werdegang
John Brophy besuchte die öffentlichen Schulen in Milwaukee sowie die St. Patrick’s and Marquette Academy. Während des Ersten Weltkrieges diente er in der US-Marine. Bis 1921 blieb er Marinesoldat. Zwischen 1922 und 1938 arbeitete Brophy als Mechaniker. Von 1939 bis 1946 saß er als Mitglied der Republikanischen Partei im Stadtrat von Milwaukee. Im Jahr 1942 kandidierte er erfolglos für den Kongress.
Bei den Kongresswahlen des Jahres 1946 wurde er im vierten Wahlbezirk von Wisconsin in das US-Repräsentantenhaus in Washington, D.C. gewählt, wo er am 3. Januar 1947 die Nachfolge von Thaddeus Wasielewski antrat. Da er bei den Wahlen des Jahres 1938 dem Demokraten Clement J. Zablocki unterlag, konnte er bis zum 3. Januar 1949 nur eine Legislaturperiode im Kongress absolvieren. 1950 bewarb er sich erfolglos um die Rückkehr in das Repräsentantenhaus. In den folgenden Jahren war er im Handel und in der Öffentlichkeitsarbeit tätig. 1969 zog er sich in den Ruhestand zurück. John Brophy starb am 26. Dezember 1976 in Milwaukee und wurde dort auch beigesetzt.